# Hampea tomentosa
Hampea tomentosa är en malvaväxtart som först beskrevs av Karel Bořivoj Presl, och fick sitt nu gällande namn av Standley. Hampea tomentosa ingår i släktet Hampea och familjen malvaväxter. Inga underarter finns listade i Catalogue of Life.